# エド・デイヴィー
サー・エドワード・ジョナサン・デイヴィー（英: Sir Edward Jonathan Davey、1965年12月25日 - ）は、イギリスの政治家。自由民主党所属の庶民院議員(7期)、自由民主党党首(第8代)。自由民主党副党首、エネルギー・気候変動担当大臣を歴任した。

## 来歴
ノッティンガムシャーのマンスフィールドで生まれた。16歳で両親が亡くなり、その後祖父母に引き取られた。ノッティンガム高校、ジーザス・カレッジ、バークベック・カレッジ卒業。
卒業後は自由民主党で経済研究者として働き、自民党の政策策定に深く関わった。
1997年の総選挙でサービトン選挙区から出馬し、保守党の現職をわずか56票差で破り初当選した。
デイヴィーは、2005年から2010年まで自由民主党報道官を努めた。
2010年に自由民主党が保守党と連立政権を組んだ後、デイビーは2010年から2012年までビジネス・イノベーション・技能省政務次官を務めた。また、2012年から2015年まで第2次キャメロン内閣でエネルギー・気候変動担当大臣を務めた。
連立政権時代に自由民主党の支持率は大幅に低下し、2015年の総選挙ではデイビー氏は議席を失ったが、2017年の総選挙で返り咲いた。
2019年の自由民主党党首選挙に立候補するもジョー・スウィンソンに敗れた。
デイヴィーは2020年の自由民主党党首選挙に立候補し、得票率63.5%で当選した。党首選に立候補した際、彼は保守党を倒すことを優先すると述べ、2024年の総選挙後に保守党と協力する可能性を否定した。2024年の総選挙では、デイヴィーは党を史上最多の議席数と、1923年以来の第三政党の最多議席数を導いた。